# Kegelhülle
Die Kegelhülle ist ein spezieller Hüllenoperator, der jeder Teilmenge eines Vektorraumes einen Kegel zuordnet, genauer den kleinsten Kegel, der die Menge enthält.

## Definition
Gegeben sei ein {\displaystyle \mathbb {R} }-Vektorraum {\displaystyle V} und {\displaystyle X} eine beliebige Teilmenge von {\displaystyle V}. Dann heißt
{\displaystyle \operatorname {cone} (X):=\bigcap _{X\subseteq {\mathcal {K}} \atop {\mathcal {K}}{\text{ Kegel }}}{\mathcal {K}}}
die Kegelhülle von {\displaystyle X}. Sie ist der kleinste Kegel, der {\displaystyle X} enthält.
Äquivalent dazu ist die Definition
{\displaystyle \operatorname {cone} (X):=\{\lambda x\,|\,x\in X,\,\lambda \geq 0\}}.

## Bemerkungen
- Allgemeiner lässt sich die Kegelhülle für beliebige {\displaystyle \mathbb {K} }-Vektorräume definieren, solange {\displaystyle \mathbb {K} } ein geordneter Körper ist.
- Die Notation {\displaystyle \operatorname {cone} (X)} wird in der Literatur nicht einheitlich verwendet, teilweise bezeichnet sie auch den kleinsten konvexen Kegel, der {\displaystyle X} enthält und wird dann als konische Hülle oder positive Hülle bezeichnet.

## Eigenschaften
- {\displaystyle \operatorname {cone} } ist ein Hüllenoperator, es gilt also für {\displaystyle X,Y\subset V}

- {\displaystyle X\subset \operatorname {cone} (X)},
- {\displaystyle X\subset Y\implies \operatorname {cone} (X)\subset \operatorname {cone} (Y)},
- {\displaystyle \operatorname {cone} (\operatorname {cone} (X))=\operatorname {cone} (X)}.

- Ist {\displaystyle \operatorname {conv} (X)} die konvexe Hülle von {\displaystyle X} und {\displaystyle \operatorname {pos} (X)} die konische Hülle, so gilt

{\displaystyle \operatorname {cone} (\operatorname {conv} (X))=\operatorname {conv} (\operatorname {cone} (X))=\operatorname {pos} (X)}.
- Insbesondere ist die Kegelhülle einer konvexen Menge ein konvexer Kegel.

## Beispiele
Gegeben seien die beiden Vektoren
{\displaystyle v_{1}={\begin{pmatrix}0\\1\end{pmatrix}},\,v_{2}={\begin{pmatrix}1\\0\end{pmatrix}}}.
Dann ist 
{\displaystyle \operatorname {cone} (v_{1},v_{2})=\lambda _{1}{\begin{pmatrix}0\\1\end{pmatrix}}\cup \lambda _{2}{\begin{pmatrix}1\\0\end{pmatrix}},\,\lambda _{1},\lambda _{2}\geq 0}
Betrachtet man den Vektorraum der {\displaystyle 2\times 2} Matrizen sowie als Menge {\displaystyle X} aller Drehmatrizen
{\displaystyle R_{\alpha }={\begin{pmatrix}\cos \alpha &-\sin \alpha \\\sin \alpha &\cos \alpha \end{pmatrix}}},
so ist {\displaystyle \operatorname {cone} (X)} der Kegel der Matrizen, die Drehstreckungen beschreiben
{\displaystyle \operatorname {cone} (X)={\begin{pmatrix}\lambda \cos \alpha &-\lambda \sin \alpha \\\lambda \sin \alpha &\lambda \cos \alpha \end{pmatrix}},\,\lambda \geq 0}.